# Azagaya

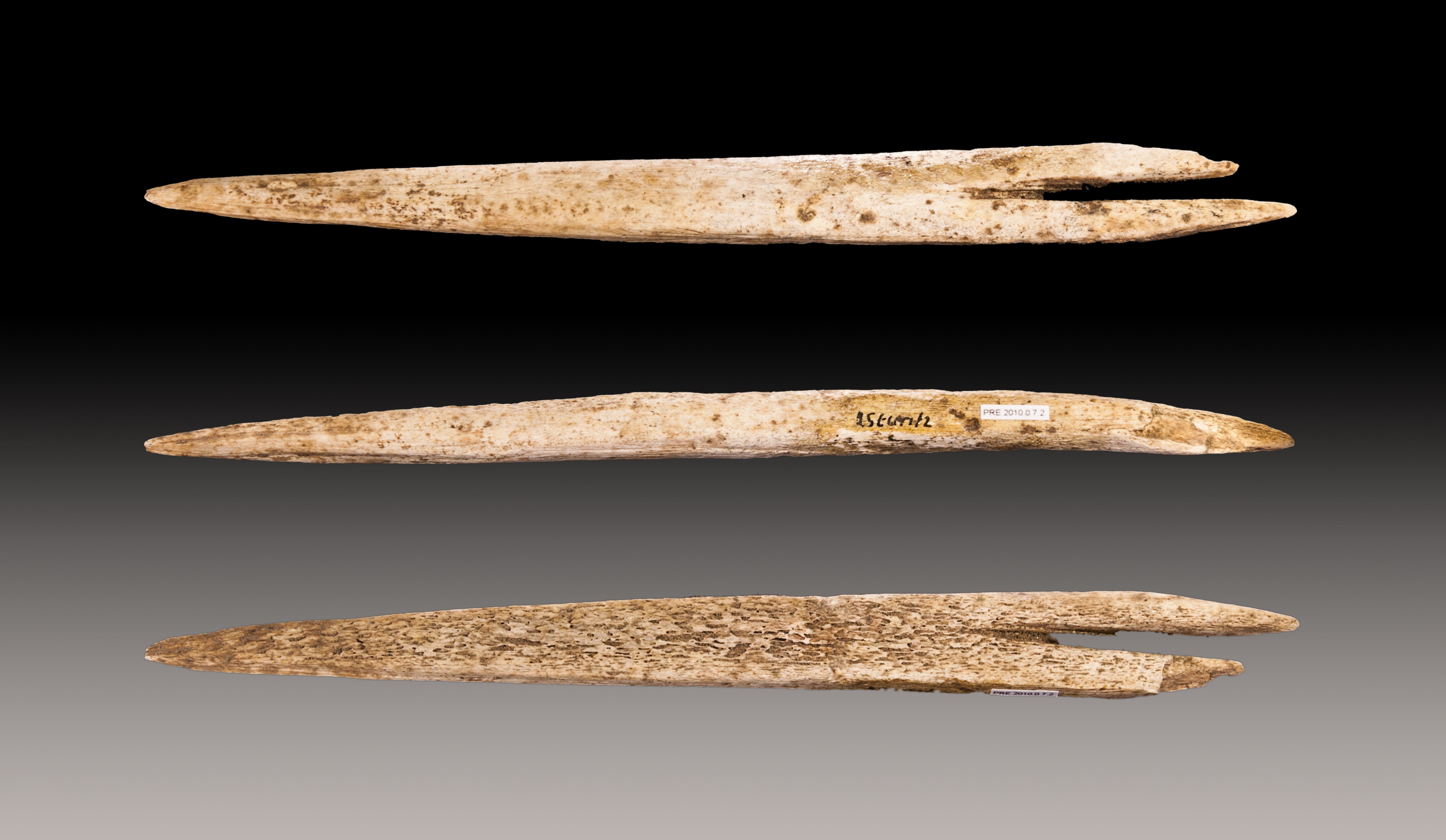
Azagaya de base hendida del Magdaleniense

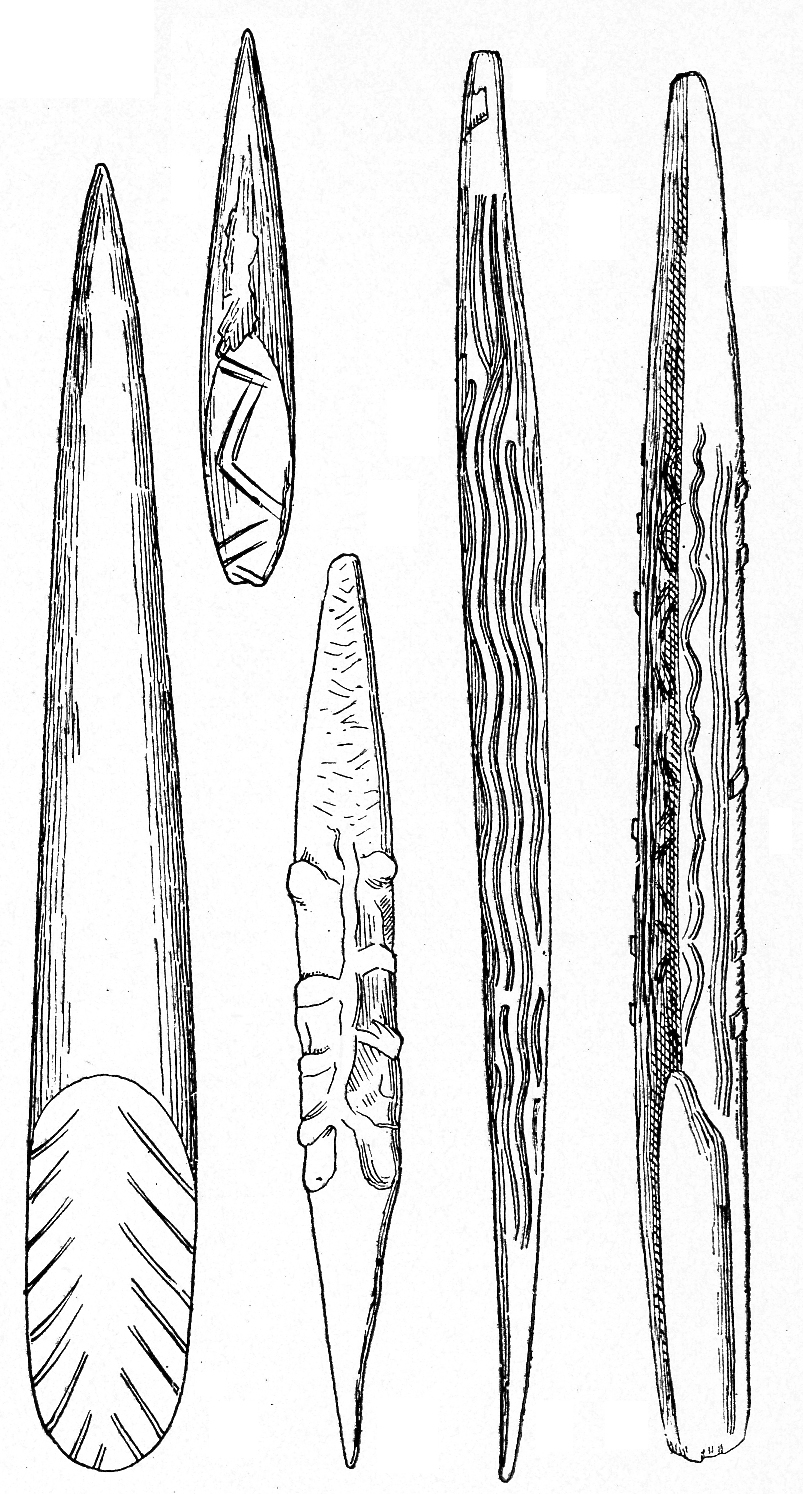
Azagayas profusamente decoradas del Magdaleniense

Una azagaya es un arma de asta primitiva y ligera que se lanza con la mano (como una jabalina) o con la ayuda de un propulsor, y que suele tener la punta de asta de cérvido, un astil de madera y, quizá, también unas plumas en la parte final para estabilizar el vuelo, como se hace con las flechas.
La punta de la azagaya es, generalmente, el único resto que encuentran los arqueólogos en las excavaciones, pues el astil de madera se pudre con el paso del tiempo. Por esta razón, la palabra azagaya se emplea en arqueología para referirse indistintamente a las lanzas completas o a las puntas de cuerna de este tipo de armas de caza.
Las azagayas son particularmente características del Paleolítico superior europeo y, dado que han ido evolucionando con el tiempo, es posible asignar uno o varios modelos característicos para cada una de las culturas de esta fase de la Prehistoria:
- Auriñaciense: azagayas de base hendida y azagayas losángicas;
- Gravetiense: azagayas de base biselada y azagayas fusiformes;
- Solutrense: azagayas con la zona central aplanada (también las hay biseladas y fusiformes);
- Magdaleniense: junto a las anteriores, aparecen las azagayas de ranuras (probablemente para incrustar microlitos), azagayas de base bifurcada y azagayas profusamente decoradas.